# Château Batailley
Koordinaten: 45° 10′ 36,5″ N, 0° 46′ 22,5″ W

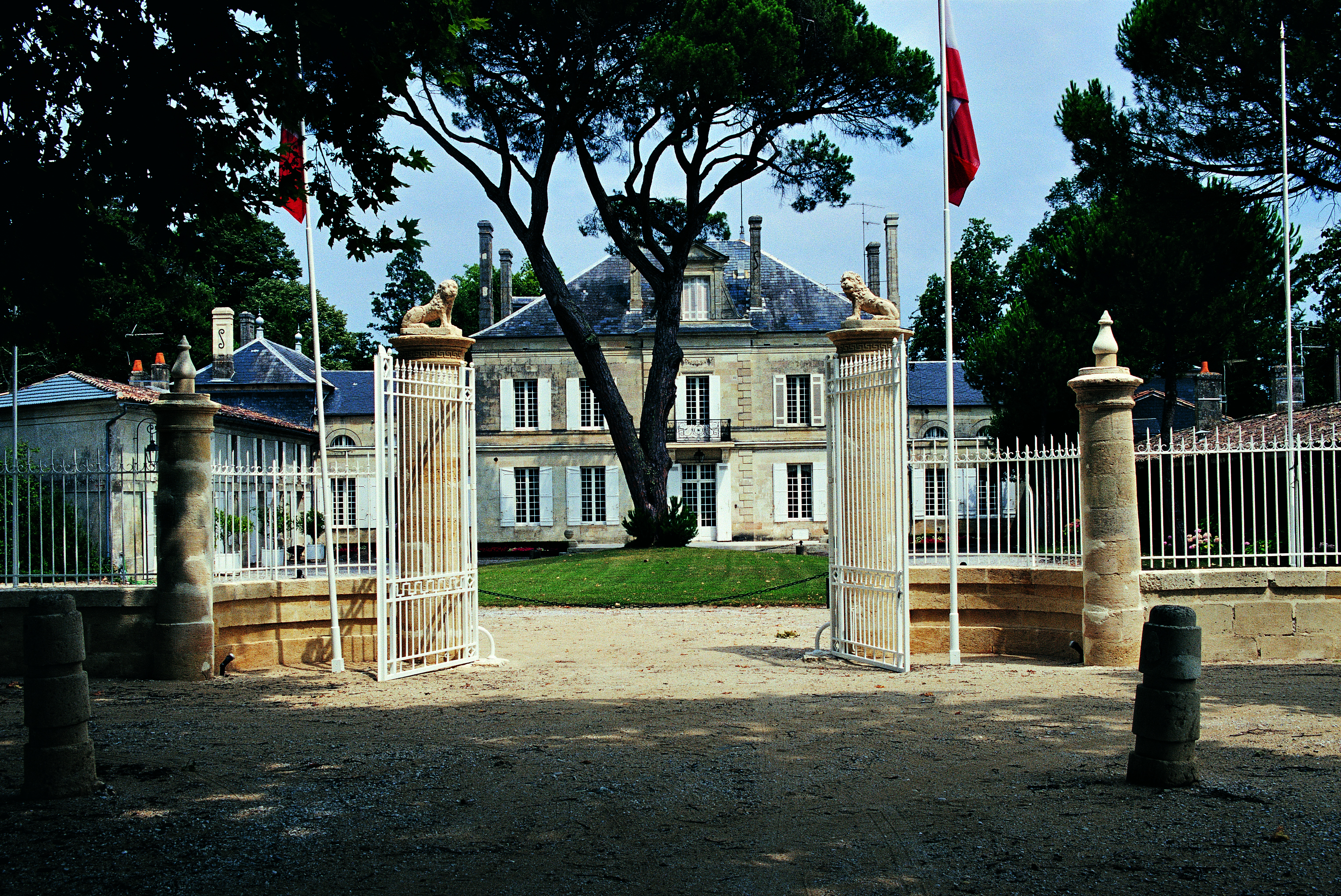
Château Batailley.

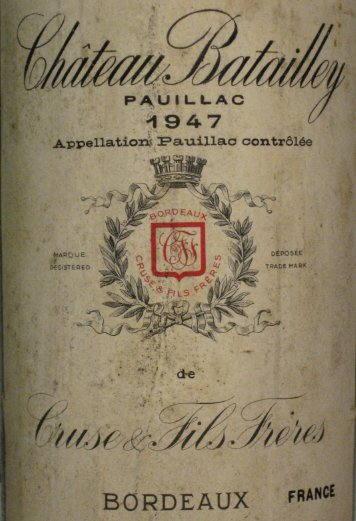
Etikett des hervorragenden Jahrgangs 1947

Das Château Batailley ist ein bekanntes Weingut von Bordeaux. Seit der Klassifikation von 1855 ist das Weingut als Cinquième Grand Cru Classé eingestuft (fünfte Stufe der Klassifikation).
Das Gut liegt in Pauillac und ist mit rund 57 Hektar recht groß. 70 % der Fläche ist mit Cabernet Sauvignon, 25 % mit Merlot, 3 % mit Cabernet Franc und 2 % mit Petit Verdot bestockt. Das durchschnittliche Alter der Rebstöcke beträgt 40 Jahre. Der Wein reift je nach Jahrgang für 16 bis 18 Monate in Barriquefässern, die jährlich zu ca. 55 % erneuert werden. Das Gut erzeugt in mittleren Jahren etwa 300.000 Flaschen Wein. Aufgrund des hohen Anteils an Cabernet Sauvignon und der vergleichsweise geringen Verwendung neuer Barriquefässer repräsentiert der Wein den traditionellen Stil der Weine aus Pauillac. Hervorzuheben sind alle jüngeren Jahrgänge ab 1994, die mit mehr als 85 PP sämtlich im sehr guten Bereich liegen. Der Jahrgang 2005 wird mit 91 PP bewertet. Die Jahrgänge 2009 (94 PP) und 2010 (92 PP) sowie 2015/2016 (je 93–95 PP) sind die bisher am höchsten bewerteten Jahrgänge.

## Geschichte
Die Ursprünge von Château Batailley sind ungewiss; zum Namen gibt es mehrere Vermutungen. Die Nähe des Namens zum französischen Wort bataille (Schlacht) nährt die plausible These, dass die Nutzfläche des Châteaus zum Verteidigungsring von Bordeaux während des Hundertjährigen Kriegs gehörte. Von diversen Weingütern der Region wie zum Beispiel dem nahe gelegenen Château Latour ist eine entsprechende Nutzung bekannt. Eine alternative Erklärung spricht von einem Winzer oder Händler namens Batailley, der eine Rolle in der Geschichte des Gutes gespielt haben solle.
Im 18. Jahrhundert finden sich schriftliche Erwähnungen zum Weingut. Château Batailley gehörte damals der Familie Saint-Martin. Zu Ende des Jahrhunderts ging der Besitz durch Erbteilung an die drei Kinder der Familie über. Die beiden Töchter Marianne und Marthe Saint-Martin verkauften ihren Anteil im Jahr 1791 an Jean-Guillaume Pécholier. Als Pécholier im Jahr 1816 starb, ging ein großer Teil des Gutes bei einem öffentlichen Verkauf an Daniel Guestier vom Handelshaus Barton & Guestier (siehe auch die Geschichte von Château Léoville-Barton). Es ist überliefert, dass Admiral Jaques de Bédout nach seiner Dienstfreistellung bis zu seinem Tod im Jahr 1818 auf Château Batailley lebte.
Guestier kaufte im Laufe der Zeit kleinere Parzellen hinzu und investierte in die Nutzflächen, in den Weinkeller sowie in das Wohnhaus. Als er im Jahr 1847 starb, hatte das Gut bereits einen guten Ruf; der Grundstein für das gute Abschneiden bei der Klassifikation von 1855 war gelegt.